# Konstmarknad
Konstmarknaden är den globala handeln med bildkonst. Det finns många olika orsaker till handel med konst, exempelvis som investering eller för att man älskar ett verk. Handel med konst sker genom auktionshus, gallerier och konstmässor, och värdet på konsten bestäms framförallt av andrahandsmarknaden där tidigare försäljningsresultat är vägledande. 